# Polydesmus concordiae
Polydesmus concordiae är en mångfotingart som beskrevs av Karl Wilhelm Verhoeff 1941. Polydesmus concordiae ingår i släktet Polydesmus och familjen plattdubbelfotingar. Inga underarter finns listade i Catalogue of Life.